# 篠塚勝正
篠塚 勝正（しのづか かつまさ、1940年11月28日 -）は、埼玉県浦和市（現・さいたま市）出身の実業家。沖電気工業元会長。

## 人物
1998年（平成10年）に社長に就任し、フェニックス21計画として経営再建に尽力した。再び業績が悪化し、社長を退任、会長・相談役を歴任した。

## 略歴
- 1940年（昭和15年） - 埼玉県浦和市（現・さいたま市）で出生。
- 1959年（昭和34年） - 埼玉県立浦和高等学校を卒業。
- 1963年（昭和38年）3月  東京大学工学部電気工学科卒業、沖電気工業入社[2]。
- 1990年（平成2年） - 取締役就任。
- 1998年（平成10年） - 社長就任。
- 2009年（平成21年） - 社長退任、会長就任。中国常州市人民政府の常州市経済発展顧問に就任。
- 2010年（平成22年） - 会長退任、相談役就任。